# Cândido Alfredo de Amorim Caldas
Cândido Alfredo de Amorim Caldas (Maranhão, 1836 – Pará, maio de 1884) foi um militar e político brasileiro.
Filho de Raimundo de Caldas Ferreira e de Ana Rosa de Caldas. Casou em segundas núpcias com Amélia Maria do Vale, filha de José Maria do Vale.
Foi deputado à Assembleia Legislativa Provincial de Santa Catarina na 19ª legislatura (1872 — 1873), na 21ª legislatura (1876 — 1877), e na 22ª legislatura (1878 — 1879), porém foi depurado.
Foi cavaleiro da Imperial Ordem de Cristo e comendador da Imperial Ordem da Rosa e cavaleiro da Imperial Ordem de São Bento de Avis.